# فرودگاه توربرن
فرودگاه توربرن (به انگلیسی: Thorburn Airport) یک فرودگاه همگانی است که یک باند فرود شن دارد و طول باند آن ۶۱۰ متر است. این فرودگاه در کشور کانادا قرار دارد و در ارتفاع ۳۷ متری از سطح دریا واقع شده است.